# Le Grès
Le Grès település Franciaországban, Haute-Garonne megyében. Lakosainak száma 464 fő (2022. január 1.). Le Grès Pelleport, Cadours, Caubiac, Garac és Thil községekkel határos.

## Népesség
A település népességének változása:
| Lakosok száma | 144  | 200  | 223  | 267  | 362  | 431  | 433  | 434  | 443  | 464  |
|               | 1968 | 1982 | 1999 | 2006 | 2011 | 2015 | 2017 | 2018 | 2020 | 2022 |